# 台東区役所
台東区役所（たいとうくやくしょ）は、特別地方公共団体（特別区）である東京都台東区の組織が入る施設（役所）である。

## 概要
1947年に下谷区・浅草区が合併して台東区が成立した際に、旧下谷区役所庁舎がそのまま台東区役所本庁舎として利用された(旧浅草区役所庁舎は1974年まで台東区役所浅草分庁舎として利用、跡地には浅草公会堂が建っている。)。その後老朽化により建て替えが行われ、現在の庁舎は1973年に竣工し、浅草分庁舎を統合した。

## 所在地
- 台東区東上野四丁目5番6号
- 郵便番号：〒110-8615

## アクセス
台東区役所本庁舎
- JR - 京浜東北線・山手線・宇都宮線・高崎線・常磐線・上野東京ライン

上野駅：徒歩8分
- 東京メトロ - 日比谷線・銀座線

上野駅：徒歩5分
- 東京メトロ - 銀座線

稲荷町駅：徒歩5分
- 都営バス

下谷神社停留所：徒歩2分